# Hans Georg Zier
Hans Georg Zier (* 9. August 1926 in Pforzheim; † 13. März 1997 in Kandern) war ein deutscher Historiker und Archivar.
Zier besuchte ab 1933 die Volksschule in Pforzheim und anschließend das Reuchlin-Gymnasium Pforzheim. Von 1943 bis 1945 war er Flakhelfer bei der Heimatflak, im Reichsarbeitsdienst. Er war in der Wehrmacht, zuletzt als Unteroffizier, eingesetzt bei den Kämpfen um Berlin, dann in sowjetischer Kriegsgefangenschaft in Berlin und wurde im September 1945 wegen Krankheit entlassen. Im Juli 1946 legte er sein Abitur am Gymnasium in Offenburg ab.
Von 1946 bis 1949 absolvierte er ein Studium der Geschichte, Germanistik und Französisch an der Albert-Ludwigs-Universität Freiburg. 1949 ging er an die Philipps-Universität Marburg, an der er 1950 die Promotion zum Dr. phil. bei Clemens Bauer (Studien zur Agrargeschichte des badischen Hanauerlandes besonders im 17. und im 18. Jahrhundert) mit magna cum laude ablegte. 1951/52 folgte die Prüfung für das Lehramt an Höheren Schulen (Staatsexamen). Von 1952 bis 1954 war er Wissenschaftlicher Hilfsarbeiter im Generallandesarchiv Karlsruhe, besuchte ab 1953 die Archivschule Marburg und legte 1954 die archivarische Staatsprüfung ab. 1954 war er zunächst Angestellter beim Generallandesarchiv Karlsruhe, ab November 1954 beim Staatsarchiv Sigmaringen, ab Mai 1955 beim Hauptstaatsarchiv Stuttgart und ab Juli 1955 wieder beim Generallandesarchiv Karlsruhe. Von 1954 bis 1958 war er Archivassessor, dann Staatsarchivrat, ab Januar 1962 Erster Staatsarchivrat und ab Januar 1965 Oberstaatsarchivrat. Er war von 1961 bis 1997 Mitglied der Kommission für geschichtliche Landeskunde in Baden-Württemberg und ab 1976 in deren engeren Vorstand. 1973 wurde er Staatsarchivdirektor und war von 1975 bis 1986 Leitender Staatsarchivdirektor und Direktor des Generallandesarchivs Karlsruhe, bis die Versetzung in den Ruhestand auf eigenen Antrag erfolgte. Von 1976 bis 1980 nahm er einen Lehrauftrag für Historische Hilfswissenschaften an der Universität Mannheim, ab 1981 einen Lehrauftrag für badische Geschichte an der Universität Karlsruhe wahr. 1986 erhielt er das Bundesverdienstkreuz.
Seine Forschungsschwerpunkte waren die Historischen Hilfswissenschaften und die badische Landesgeschichte.

## Schriften (Auswahl)
- Geschichte der Stadt Pforzheim. Von den Anfängen bis 1945. Mit einer Bibliographie von Bernhard Müller, Theiss, Stuttgart 1982.
- Vom Schwarzwald zum Rhein. Theiss, Stuttgart 1980.
- Im Herzen Badens. Rund um Karlsruhe. Theiss, Stuttgart 1978.
- Wappenbuch des Landkreises Emmendingen. Kohlhammer, Stuttgart 1969.
- mit Erika Schappeler, Adolf Hirth: Der Landkreis Bühl. Bühn, München 1968.
- Wappenbuch des Landkreises Tauberbischofsheim. Kohlhammer, Stuttgart 1967.
- Wappenbuch des Landkreises Villingen. Kohlhammer, Stuttgart 1965.
- Die Kirchenordnungen von 1556 in der Kurpfalz und in der Markgrafschaft Baden-Durlach. Karlsruhe 1956.
- Studien zur Agrargeschichte des badischen Hanauerlandes besonders im 17. und 18. Jahrhundert. Ein Beitrag zur Wirtschaftsgeschichte am Oberrhein. Phil. Diss. Freiburg 1951.